# Asta Skaisgirytė-Liauškienė

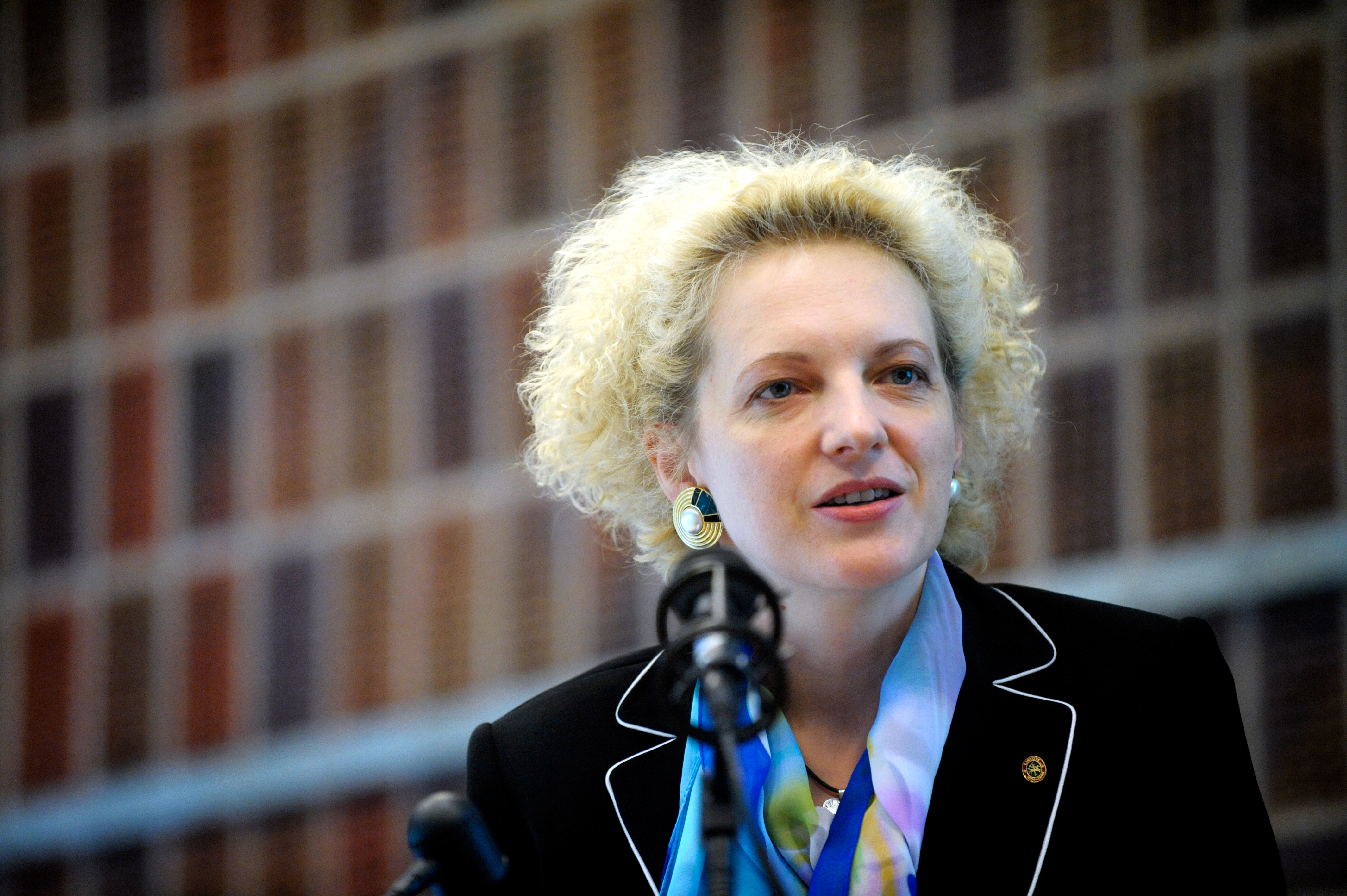
Asta Skaisgirytė in Nyborg, 2009

Asta Skaisgirytė (* 20. März 1966) ist eine litauische Diplomatin und Politikerin, ehemalige Vizeministerin für Äußeres und Botschafterin.

## Biografie
Nach dem Abitur an der Mittelschule in Sowjetlitauen absolvierte Asta Skaisgirytė 1989 das Diplomstudium der englischen Philologie an der Universität Vilnius. Von 1992 bis 1993 studierte sie internationale Beziehungen am Verwaltungsinstitut in Paris, Frankreich.
Von 1989 bis 1990 arbeitete sie bei der Wochenschrift „Atgimimas“, von  1990 bis 1992 in der Verwaltung des litauischen Parlaments. Ab 1993 arbeitete sie im Außenministerium Litauens. Von 1995 bis 1998 war sie Beraterin der Regierung Litauens in der Regierungskanzlei Litauens. Ab 1998 war sie Botschafterin in Frankreich.
Ab Juni 2009 war sie Stellvertreterin des Außenministers Vygaudas Ušackas, danach des Ministers Audronius Ažubalis.
Seit Juli 2019 ist sie Beraterin des litauischen Präsidenten Gitanas Nausėda.
Sie ist verheiratet und hat einen Sohn.

## Auszeichnungen
- Orden „Už nuopelnus Lietuvai“
- Orden Frankreichs